# Soraya Arnelas
Soraya Arnelas, née Soraya Arnelas Rubiales le 13 septembre 1982 à Valencia de Alcántara dans la province de Cáceres dans la communauté d'Estrémadure, est une chanteuse espagnole de latin-pop.
Les téléspectateurs de la TVE l'ont élue pour représenter l'Espagne au 54e Concours Eurovision de la chanson, qui a eu lieu à Moscou. Elle a fini à la 24e position.

## Biographie

### Enfance
D'un milieu modeste (son père est peintre, sa mère travaille dans une maison de retraite), elle a toujours su qu'elle devait quitter ce petit village trop étroit pour ses rêves. Après ses études, elle travaille un temps à la radio locale de sa ville, mais très vite elle se décide pour une carrière d'hôtesse de l'air qui la mènera bien loin de son village natal. Le premier changement radical fut son arrivée à Madrid, dans une école d'hôtesse de l'air où Soraya apprend l'anglais, le français et le portugais.
De 2002 à 2005, elle travaille pour Iberworld Airlines puis pour Air Madrid Lineas, poste qu'elle quitte pour entrer dans l'émission télévisée Operación Triunfo.

### Passage àOperación Triunfo
C'est en juin 2005, que débute la quatrième saison de cette télé-réalité. À la différence de ses compagnons, elle n'avait aucune expérience, elle n'avait jamais chanté de manière "professionnelle". Elle aimait le chant mais elle ne s'était jamais prise pour une grande artiste en devenir. D'ailleurs dès le début de la compétition, elle ne fut pas l'une des favorites du public. Mais petit à petit, à force de travail et de rigueur, elle gagne le cœur des téléspectateurs et même du jury de l'émission qui commence à voir en elle une véritable "estrella". Tous remarquèrent que derrière ce physique parfait se cachait un réel charisme et un vrai talent qui explosait un peu plus chaque semaine avec d'émouvantes interprétations de Luz Casal, Liza Minnelli ou bien encore Gloria Gaynor.
Même si elle n'est arrivée que seconde en finale, elle restera la vraie gagnante de cœur aux yeux du public.

### Carrière de chanteuse
Dès la fin de l'émission, Soraya commence à travailler sur son premier album Corazón de fuego, enregistré entre octobre et novembre 2005 à Miami, et produit par le célèbre Kike Santander (qui produisit David Bisbal, Jennifer Lopez, Marc Anthony et Thalía).
Les 11 titres de l'album ont un style qui varie de la dance au funk, en passant par la soul, le blues et bien sûr la pop latino.
Pendant 21 semaines, l'album se classe dans le Top 40, avec même un top 13. Le premier extrait Mi mundo sin tí fut un gros "carton" dans tous les clubs espagnols.
Le second et dernier extrait de l'album Corazón de fuego au style flamenco-reggaeton ne rencontra pas le même succès mais permit tout de même à l'album de franchir les 120000 copies vendues.
Le succès rencontré par l'album permit à Soraya de remporter quelques prix :
- artiste de l'année 2006 (Punto Radio, Shangay).
- personnalité de l'Estrémadure de l'année 2006. (communauté d'Extremadura).

La même année, elle collabore sous forme de duo avec le jeune chanteur espagnol Antonio Romero (titre No debería) et avec le groupe de reggaeton Santé Fé (titre Fruto prohibido).
Pendant l'été 2006, Soraya part en tournée avec plus de 50 dates à travers toute l'Espagne.
En automne 2006 Ochenta's fit son entrée dans les charts espagnols. Cet album composé de reprises des années 1980 n'a pas eu un succès immédiat. Après des débuts timides, les ventes explosèrent notamment grâce à la reprise de Self control, à l'origine chanté par Raf.
Ochenta's fait partie des plus grandes ventes d'albums en 2007 et a même reçu un disque de diamant. Encouragée par ce succès, Soraya part en août 2007 à la conquête du Mexique avec une tournée de dix dates afin de promouvoir son album.
L'année 2007 a été bien riche pour Soraya : tournée au printemps en Espagne et une tournée au Mexique en été. Le 11 septembre est sorti son nouvel album "Dolce vita", suite logique de Ochenta's sur lequel Soraya reprend d'autres titres des années 1980 et notamment Dolce Vita de Ryan Paris.
En avril 2010, elle sort une chanson avec le dj français Antoine Clamaran : Live Your Dreams. Le titre se classe dans le classement du club 40 et 11e dans le Top 50. En 2011 et toujours avec Antoine Clamaran suivra le titre "Stick Shift". En 2012, elle chante sur le single "Feeling you" d'Antoine Clamaran.

## Discographie

### Albums
| Année | Titre                                                     | Meilleure position | Certifications      |
| Année | Titre                                                     | Espagne            | Certifications      |
| ----- | --------------------------------------------------------- | ------------------ | ------------------- |
| 2005  | Corazón De Fuego - Label: Vale Music / Santander Recordsv | 13                 | - Espagne: Platine  |
| 2006  | Ochenta's - Label: Vale Music / Universal                 | 5                  | - Espagne : Platine |
| 2007  | Dolce Vita - Label: Vale Music / Universal                | 5                  | - Espagne : Or      |
| 2008  | Sin Miedo - Label: Vale Music / Universal                 | 21                 |                     |
| 2010  | Dreamer - Label: Sony Music                               | 8                  |                     |

### Singles
| Année | Single                                   | Meilleure position | Meilleure position     | Meilleure position | Meilleure position | Meilleure position | Meilleure position    | Meilleure position | Meilleure position | Meilleure position | Meilleure position | Meilleure position | Album            | Certifications |
| Année | Single                                   | Espagne            | Espagne Téléchargement | Espagne Airplay    | Suède              | France             | France Téléchargement | France club 40     | Belgique           | Russie Airplay     | Pologne            | Europe             | Album            | Certifications |
| ----- | ---------------------------------------- | ------------------ | ---------------------- | ------------------ | ------------------ | ------------------ | --------------------- | ------------------ | ------------------ | ------------------ | ------------------ | ------------------ | ---------------- | -------------- |
| 2005  | Mi Mundo Sin Ti                          | —                  | —                      | —                  | —                  | —                  | —                     | —                  | —                  | —                  | —                  | —                  | Corazón De Fuego |                |
| 2006  | Corazón De Fuego                         | —                  | —                      | —                  | —                  | —                  | —                     | —                  | —                  | —                  | —                  | —                  | Corazón De Fuego |                |
| 2006  | Self Control                             | —                  | 10                     | —                  | —                  | —                  | —                     | —                  | —                  | —                  | —                  | —                  | Ochenta's        | Spa: Gold      |
| 2007  | Call Me                                  | —                  | 14                     | —                  | —                  | —                  | —                     | —                  | —                  | —                  | —                  | —                  | Ochenta's        |                |
| 2007  | La Dolce Vita                            | —                  | —                      | —                  | —                  | —                  | —                     | —                  | —                  | —                  | —                  | —                  | Dolce Vita       |                |
| 2008  | Words                                    | —                  | —                      | —                  | —                  | —                  | —                     | —                  | —                  | —                  | —                  | —                  | Dolce Vita       |                |
| 2008  | Sin Miedo                                | 32                 | —                      | —                  | —                  | —                  | —                     | —                  | —                  | —                  | —                  | —                  | Sin Miedo        |                |
| 2009  | La Noche Es Para Mí (ESC 2009)           | 9                  | —                      | —                  | 25                 | —                  | —                     | —                  | —                  | —                  | —                  | —                  | Sin Miedo        |                |
| 2010  | Live Your Dreams (avec Antoine Clamaran) | —                  | 41                     | 18                 | —                  | 11                 | 47                    | 8                  | 51                 | 20                 | 16                 | 40                 | Dreamer          |                |
| 2010  | Dreamer                                  | —                  | —                      | —                  | —                  | —                  | —                     | —                  | —                  | —                  | —                  | —                  | Dreamer          |                |
| 2011  | Stick Shift (avec Antoine Clamaran)      | —                  | —                      | —                  | —                  | —                  | —                     | 14                 | —                  | 193                | —                  | —                  | Dreamer          |                |
| 2011  | Feeling You (avec Antoine Clamaran)      | —                  | —                      | —                  | —                  | —                  | —                     | 53                 | —                  | —                  | —                  | —                  |                  |                |

- Note: Prior to January 2009, Spain's Top 50 Singles Charts were based solely on physical commercial CD single sales only.  In January 2009, the charting rules were changed to include digital single sales as well.  Because Soraya's label did not release commercial CD singles of her past singles, her singles were not eligible for charting within the official Top 50 in Spain, even though they her singles received heavy airplay and rotation within Spain.

### En featuring
| Année | Single                                             | Meilleure position | Meilleure position | Meilleure position | Meilleure position | Meilleure position | Meilleure position | Meilleure position | Meilleure position | Meilleure position | Meilleure position | Meilleure position | Album           |
| Année | Single                                             | SPA                | SPA Download       | SPA Airplay        | SWE                | FRA                | FRA Download       | FRA Club           | BEL                | RUS                | POL                | EUR                | Album           |
| ----- | -------------------------------------------------- | ------------------ | ------------------ | ------------------ | ------------------ | ------------------ | ------------------ | ------------------ | ------------------ | ------------------ | ------------------ | ------------------ | --------------- |
| 2006  | "No Debería" (with Antonio Romero)                 | —                  | —                  | —                  | —                  | —                  | —                  | —                  | —                  | —                  | —                  | —                  | Antonio Romero  |
| 2006  | "Fruto Prohibido" (avec Santa Fe)                  | —                  | —                  | —                  | —                  | —                  | —                  | —                  | —                  | —                  | —                  | —                  | Fruto Prohibido |
| 2008  | "Tonight We Ride/No Digas Que No" (with Kate Ryan) | —                  | —                  | —                  | —                  | —                  | —                  | —                  | —                  | —                  | —                  | —                  | Free            |